# Almindelig fuglegræs
Almindelig fuglegræs (Stellaria media) eller fuglegræsfladstjerne eller blot fuglegræs er en 10-30 cm høj urt, der vokser på næringsrig jord. Den ligner skovfuglegræs, men er lysegrøn med kun 1,5-3,9 mm lange kronblade. Planten hedder Fuglegræs, fordi den er yndet af især hønsefugle. Den er et kendt og frygtet ukrudt.

## Beskrivelse
Alm. fuglegræs er en énårig plante med en løst tueformet vækst. Skuddene er opstigende og svagt hårede. De er meget skøre og knækker let, så man ser den tynde streng midt i stænglen. Bladene er modsatte, ægformede og helrandede med lysegrøn farve på begge sider.
Blomstringen kan foregå hele året, når blot temperaturen er over 5 °C i det nære miljø. De enkelte blomster sidder i bladhjørnerne. De har hvide, dybt kløvede kronblade og grønne bægerblade, som når længere ud end kronbladene. Frøene modner godt og spirer (alt for) villigt.
Højde x bredde og årlig tilvækst: 0,20 x 0,20 m (20 x 20 cm/år).

## Voksested
Alm. fuglegræs er udbredt med dyrkning til alle egne af kloden. I Danmark er den meget almindelig i hele landet. Den er et kendt og frygtet ukrudt på velgødede og solåbne arealer.
Planten er nitrofyt, og det betyder, at den er indikatorplante for kvælstofrige jordtyper. Fuglegræs kendes som ledsageplante i dyrkede afgrøder siden yngre stenalder.

## Anvendelse
Planten hedder Fuglegræs, fordi den er et yndet foder for fugle, især hønsefugle. Frøene passerer øjensynlig uskadt igennem fuglens fordøjelse, for de spredes effektivt, hvor der går høns.
Planten kan også anvendes i madlavning.
- Fuglegræs i nærbillede
- Fuglegræs i blomstring
- Totalbillede af planten
- Stellaria media - Museum specimen

| Portal | Portal:Botanik |